# 소련 공산당 제20차 대회

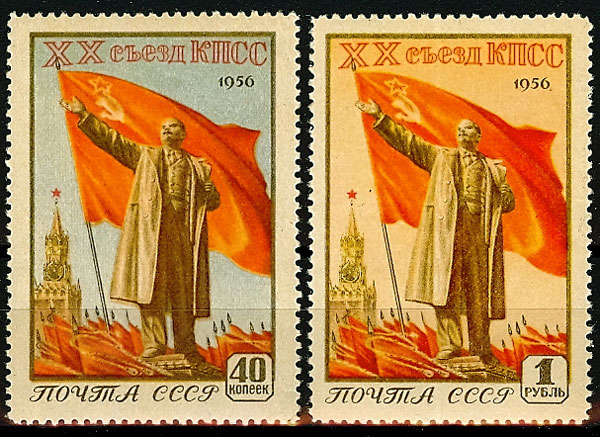
제20차 대회 기념 우표

제20차 대회는 소련 공산당(러시아어: XX съезд Коммунистической партии Советского Союза XX syezd Kommunisticheskoy partii Sovetskogo Soyuza[*])이 1956년 2월 14일부터 25일까지 개최했다. 특히 제1서기 니키타 흐루쇼프의 "비밀 연설"로 알려져 있으며, 이 연설은 이오시프 스탈린의 개인숭배와 독재를 비난했다.
이 소련 공산당 대회의 대표단은 무엇을 기대해야 할지 전혀 경고받지 못했다. 실제로 회의는 제1서기 흐루쇼프가 이전 대회 이후 사망한 공산당 지도자들을 추모하기 위해 모두 일어서라고 요청하면서 시작되었는데, 그는 이 자리에서 스탈린을 클레멘트 고트발트와 같은 선상에서 언급했다. 새로운 방향에 대한 힌트는 다음 열흘 동안 점진적으로 나왔고, 이는 참석자들을 매우 당황하게 만들었다. 폴란드 공산주의 지도자 볼레스와프 비에루트는 제20차 대회에 참석한 직후 모스크바에서 사망했다.
대회는 133명의 (정회원) 위원과 122명의 (비투표) 후보 위원을 제20차 중앙위원회에 선출했다.

## 비밀 연설
2월 25일, 대회의 마지막 날, 소련 대표들을 위한 예정에 없던 회의가 소집되었다고 발표되었다. 흐루쇼프 제1서기의 아침 연설은 한 개인을 너무 높이 숭배하여 그가 "신과 유사한 초자연적 특성"을 띠게 되는 해로운 결과에 대한 모호한 언급으로 시작되었다. 흐루쇼프는 스탈린에 대해 그러한 실수가 저질러졌다고 말했다. 스탈린 자신은 본질적으로 마르크스-레닌주의의 기본 원칙을 왜곡한 죄를 범했다.
청중의 관심은 배포된 레닌의 유서 사본으로 향했고, 이는 스탈린의 "무례함"을 비판했다. 1934년 세르게이 키로프 살해 사건, 즉 대테러를 촉발시킨 사건이 스탈린의 범죄 목록에 포함될 수 있다는 제안을 포함하여 추가적인 비난과 비난의 암시가 이어졌다. 흐루쇼프는 스탈린을 비난하면서도 상상의 범죄와 거짓 비난의 모든 부정적인 영향을 견딜 힘을 가진 공산당을 신중하게 칭찬했다. 다시 말해, 당은 스탈린의 범죄에 공범이 아니라 스탈린의 희생자였다. 그는 당이 개인숭배를 뿌리뽑고 "사회의 변혁을 위한 혁명적 투쟁"으로 돌아갈 것을 촉구하며 연설을 마쳤다.
이 연설은 수년간 스탈린이 현명하고 평화로우며 공정한 지도자였다고 주장했던 소련의 선전에 정면으로 맞서는 것이었기 때문에 대회 대표단에게 충격을 주었다. 긴 숙고 끝에 한 달 뒤 연설은 일반 대중에게 보도되었지만, 전문은 1989년에야 출판되었다. 모든 사람이 흐루쇼프의 새로운 노선을 받아들일 준비가 된 것은 아니었다. 예를 들어, 알바니아 공산당 지도자 엔베르 호자는 흐루쇼프를 "수정주의자"라고 강력히 비난하며 외교 관계를 단절했다. 이 연설은 또한 1956년 폴란드와 헝가리의 반소련 봉기의 촉매제로 여겨졌으며, 중소 분쟁의 "주요 자극제"로 간주되었다.
"완화된" 버전의 보고서는 1956년 6월 30일 CPSU 중앙위원회 간부회의 결의안으로 "개인숭배와 그 결과 극복에 관하여"라는 제목으로 출판되었으며, 이는 스탈린주의에 대한 용인 가능한 비판의 틀을 마련했다.
미국 신문 워싱턴 포스트의 기자 앤 애플바움에 따르면:
흐루쇼프의 보고서의 목적은 동포들의 해방뿐만 아니라 개인 권력의 공고화와 당내 반대자들에 대한 협박이었다. 이들 모두는 [탄압에] 큰 열정으로 참여했다.

## 같이 보기
- 흐루쇼프 해빙기

## 추가 문헌
- Smith, Kathleen E. Moscow 1956: The Silenced Spring. Cambridge, MA: Harvard University Press, 2017.